# San Isidro (Morazán)
San Isidro é um município localizado no departamento de Morazán, em El Salvador.